# شرلروة
شَرلُرْوة أو شَرلُرْوا أو (نقحرة: شارلوروا) (بالفرنسية: Charleroi)‏ هي مدينة بلجيكية وهي موجودة في الإقليم الوَلُّوني في مقاطعة هينو.

## المناخ
يظهر الجدول التالي التغييرات المناخية على مدار السنة لشَرلُروة:
| البيانات المناخية لـشَرلُروة             | البيانات المناخية لـشَرلُروة | البيانات المناخية لـشَرلُروة | البيانات المناخية لـشَرلُروة | البيانات المناخية لـشَرلُروة | البيانات المناخية لـشَرلُروة | البيانات المناخية لـشَرلُروة | البيانات المناخية لـشَرلُروة | البيانات المناخية لـشَرلُروة | البيانات المناخية لـشَرلُروة | البيانات المناخية لـشَرلُروة | البيانات المناخية لـشَرلُروة | البيانات المناخية لـشَرلُروة | البيانات المناخية لـشَرلُروة |
| الشهر                                  | يناير                      | فبراير                     | مارس                       | أبريل                      | مايو                       | يونيو                      | يوليو                      | أغسطس                      | سبتمبر                     | أكتوبر                     | نوفمبر                     | ديسمبر                     | المعدل السنوي              |
| -------------------------------------- | -------------------------- | -------------------------- | -------------------------- | -------------------------- | -------------------------- | -------------------------- | -------------------------- | -------------------------- | -------------------------- | -------------------------- | -------------------------- | -------------------------- | -------------------------- |
| متوسط درجة الحرارة الكبرى °م (°ف)      | 5.2 (41.4)                 | 6.2 (43.2)                 | 10.0 (50.0)                | 13.7 (56.7)                | 17.8 (64.0)                | 20.5 (68.9)                | 23.1 (73.6)                | 22.8 (73.0)                | 18.9 (66.0)                | 14.5 (58.1)                | 9.1 (48.4)                 | 5.7 (42.3)                 | 14.0 (57.2)                |
| المتوسط اليومي °م (°ف)                 | 2.6 (36.7)                 | 3.0 (37.4)                 | 6.0 (42.8)                 | 8.9 (48.0)                 | 13.0 (55.4)                | 15.7 (60.3)                | 18.0 (64.4)                | 17.8 (64.0)                | 14.5 (58.1)                | 10.7 (51.3)                | 6.2 (43.2)                 | 3.3 (37.9)                 | 10.0 (50.0)                |
| متوسط درجة الحرارة الصغرى °م (°ف)      | 0.1 (32.2)                 | −0.1 (31.8)                | 2.3 (36.1)                 | 4.3 (39.7)                 | 8.3 (46.9)                 | 11.0 (51.8)                | 13.2 (55.8)                | 12.7 (54.9)                | 10.1 (50.2)                | 7.1 (44.8)                 | 3.5 (38.3)                 | 1.0 (33.8)                 | 6.2 (43.2)                 |
| الهطول مم (إنش)                        | 81.1 (3.19)                | 67.1 (2.64)                | 77.8 (3.06)                | 55.9 (2.20)                | 71.0 (2.80)                | 80.0 (3.15)                | 75.4 (2.97)                | 81.2 (3.20)                | 64.6 (2.54)                | 76.0 (2.99)                | 76.8 (3.02)                | 85.6 (3.37)                | 892.5 (35.14)              |
| متوسط أيام هطول الأمطار                | 12.9                       | 11.1                       | 13.3                       | 10.2                       | 11.4                       | 11.0                       | 10.3                       | 10.5                       | 10.5                       | 10.7                       | 12.5                       | 13.0                       | 137.4                      |
| ساعات سطوع الشمس الشهرية               | 50                         | 71                         | 114                        | 165                        | 197                        | 193                        | 212                        | 200                        | 142                        | 112                        | 61                         | 42                         | 1٬557                      |
| المصدر: Royal Meteorological Institute |                            |                            |                            |                            |                            |                            |                            |                            |                            |                            |                            |                            |                            |

## توأمة
لشارلوروا اتفاقيات توأمة مع كل من:
- شرامبرغ (1958 - )
- سيليستات (1959 - )
- مانوبيلو (2001 - )
- كازارانو
- فلونيكا (1965 - )
- هيميجي (1965 - )
- هيرسون منذ (1958 - )
- سان جونيان (1970 - )
- دونيتسك
- بيتسبرغ
- Waldkirch [الإنجليزية]‏

## المشاهير
من المشاهير الذين ولدوا بمدينة شَرلُروة الرسام البلجيكي فرانسوا جوزيف نيفيز.

## أعلام
- سيلفيو بروتو
- جان ماري بريفوست
- جورج لومتر
- ليون روزنفيلد
- ألكساندر زرنياتنسكي
- لويك نوتي
- أوجين لومير
- تشارلز جاكوبس